# NGC 3652
NGC 3652 (również PGC 34917 lub UGC 6392) – galaktyka spiralna z poprzeczką (SBc/P), znajdująca się w gwiazdozbiorze Wielkiej Niedźwiedzicy. Odkrył ją William Herschel 23 marca 1789 roku.